# Strindbergsfejden

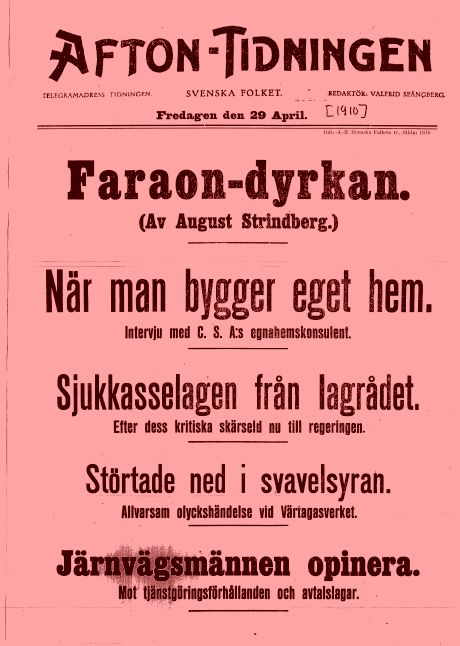
Löpsedel för Afton-Tidningen med den omstridda artikeln.

Strindbergsfejden var en svensk kulturdebatt med start 1910.

## Fejdens start
Strindbergsfejden uppstod i och med att August Strindberg år 1910 framförde kritik mot Karl XII och dennes samtida beundrare i artikeln "Faraondyrkan" (Afton-Tidningen 29 april), där han hävdade att den karolinske kungen hade varit "härsklysten till sjuklighet, kamplysten till galenskap". Strindberg hade många gånger tidigare angripit den gamle krigarkungen, och artikeln föreföll vid sin publicering som en halvt rutinmässig upprepning av kända synpunkter. Strindberg hade av tidningens utgivare Valfrid Spångberg fått ett klartecken att sätta under debatt vad han ville utan censur.
Den fick dock satirikern Ludvig Kumlien att avbilda Strindberg som en renhållningsman, som kör i väg en staty av Karl XII i en skottkärra.[källa behövs] De tidiga artiklarna tycks ha mötts av häpen tystnad på de flesta håll, men efter att Strindberg gått till öppen attack mot sin gamle rival Heidenstam och Svenska Akademien, kallat Heidenstams dikter för pekoral och antytt att nittiotalisterna monopoliserat kritik och litterära stipendier bröt polemiken loss på allvar. Den kom att polariseras mellan radikala intellektuella och konservativa, och Strindberg kom att angripa en stor del av det svenska etablissemanget som till exempel Sven Hedin, Verner von Heidenstam, Oscar Levertin, militären och kungahuset. Strindberg hävdade att Sven Hedins upptäckter hade gjorts långt tidigare. För att påvisa det visade han Johan Gustaf Renats kartor som han hade hittat på Linköpings stiftsbibliotek under sin tid som amanuens på Kungliga biblioteket. Hedin var heller inte förste svensk att vandra genom Gobiöknen, vilket Strindberg påpekade. Huvudangreppet gällde nittiotalisterna som Strindberg ansåg hade förringat hans insats. Som representant för dessa angrep Strindberg Verner von Heidenstam.  
Strindbergs inlägg samlades i tre broschyrer som såldes billigt, "Tal till svenska nationen", "Folkstaten" och "Religiös renässans" (1910–11). Våren 1912 utkom Tsarens kurir eller Sågfilarnas hemligheter, en sista samling politiska inlägg som kretsade kring den spionhysteri som etablerats runt de kringvandrande hantverkare som ofta pekades ut som ryska spioner – senare dokument från ryska arkiv har inte gett något stöd för tanken att de var lejda av Ryssland – samt kring militariseringen av Sverige.

## Bemötande
Första svaret på Strindbergs artiklar kom i Karlstads-Tidningen där Mauritz Hellberg skrev att Strindbergs angrepp berodde på avundsjuka. Nästa svar kom från litteraturkritikern Fredrik Böök som skrev att en Strindbergsstaty borde avbilda en man "som tänker med inälvorna och vrider sig i sina kval". Hedin skrev "Likt schakalen föredrar han lik, men går även på levande, om de icke bitas. Ja, det är synd om honom! Man går förbi hans bostad här i Stockholm med känslan av att passera ett sorgehus, där båren redan står bäddad." På Strindbergs sida ställde sig kulturpersonligheter som Bengt Lidforss, Hans Larsson, John Landquist och Erik Hedén - de flesta av dem som försvarade honom hade anknytning till socialdemokratin och skrev i rörelsens tidningar, men inte alla: Landquist, som var en av de första som insåg stridens principiella betydelse, var liberal voluntarist. På Heidenstams och Hedins sida framträdde främst Fredrik Böök och Per Hallström; statsvetaren och högerriksdagsmannen Rudolf Kjellén hävdade i två artiklar att "ligapojken" Strindberg stod för det förkrympta och avundsamma och att han "mot sitt eget folks själ begår den synd för vilken ingen förlåtelse gives" medan Hedin var en "riddarpojke" i förbund med det djärva och nyskapande i nationen och i det nya århundradet. Denna typ av tolkningar pekade direkt fram mot Bondetåget 1914.

## Fejdens slut och effekter
Striden pågick i stort sett fram till Strindbergs död våren 1912 och den skulle under lång tid påverka synen på hans och 90-talisternas platser i litteraturen; det blev nästan omöjligt för många att (särskilt offentligt) uppskatta både Strindberg och Heidenstam som författare efter 1910. I fråga om intensitet, våldsamma invektiv, antal inlägg och den uppmärksamhet som skapades från allmänheten är Strindbergsfejden den hårdaste kulturdebatt som förts i svensk presshistoria.[källa behövs]